# یواس‌اس پارل (دی‌یی-۷۰۸)
یواس‌اس پارل (دی‌یی-۷۰۸) (به انگلیسی: USS Parle (DE-708)) یک کشتی بود که طول آن ۳۰۶ فوت (۹۳ متر) بود. این کشتی در سال ۱۹۴۴ ساخته شد.